# 内昔芬
内昔芬（也称为4-羟基-N-去甲他莫昔芬，4-hydroxy-N-desmethyltamoxifen）是一种含氮有机化合物，分子式C25H27NO2，属于三苯乙烯衍生物，能作为非甾体選擇性雌激素受體調節物（SERM）和蛋白激酶C抑制剂。